# Зона Замфирова (филм)
Зона Замфирова је српски филм из 2002. који представља љубавну причу између припадника различитих друштвених слојева, кујунџије Манета (Војин Ћетковић) и богаташке ћерке Зоне (Катарина Радивојевић), смештену у амбијент Ниша с краја 19. века.
Замишљен веома амбициозно, филм је гледаношћу и зарадом превазишао сва очекивања, а по неким изворима, постао најгледанији српски филм свих времена.
Филм је премијерно приказан 31. октобра 2002. у Београду.

## Радња
Филм прати судбину јунакиње Зоне, чорбаџијске ћерке која је заљубљена у Манета, кујунџију. Када тетка Дока затражи Зонину руку за Манета, он бива одбијен и на смрт повређен. Свети се и његова освета директно погађа Зонину репутацију... Но, љубав зна да савлада све препреке и двоје заљубљених налазе начина да се споје...

## Улоге
| Глумац                  | Улога                       |
| ----------------------- | --------------------------- |
| Катарина Радивојевић    | Зона Замфирова              |
| Војин Ћетковић          | Мане кујунџија              |
| Милена Дравић           | Ташана, Зонина мајка        |
| Драган Николић          | хаџи Замфир, Зонин отац     |
| Радмила Живковић        | Дока, Манетова тетка        |
| Ружица Сокић            | Таске                       |
| Светлана Бојковић       | Јевда, Манетова мајка       |
| Никола Ђуричко          | Перица                      |
| Слобода Мићаловић       | Васка, слушкиња             |
| Небојша Илић            | Манулаћ                     |
| Бранимир Брстина        | хаџи Јордан, Манулаћев отац |
| Даница Максимовић       | Перса, Јорданова жена       |
| Јелица Сретеновић       | Зонина тетка или стрина     |
| Ана Франић              | Василија                    |
| Предраг Ејдус           | Францишек, трубач           |
| Биља Крстић             | певачица Ајша               |
| Тихомир Станић          | Стеван Сремац               |
| Бојана Бамбић           | Гена                        |
| Михајло Бата Паскаљевић | Фењерџија                   |
| Марија Вицковић         | Калина                      |
| Сања Крстовић           | Уранија                     |
| Александар Маринковић   | Пајица                      |
| Владимир Црвенковић     | Поте                        |
| Александар Михаиловић   | Коте                        |
| Јасминка Хоџић          | Николета                    |
| Младен Недељковић       | новинар                     |
| Драгана Илић            | Костадинка                  |
| Станислава Милосављевић | Рушка                       |
| Ратомир Васиљевић       | Амет                        |
| Александар Лазаревић    | Кујунџија                   |
| Ангелина Тошић          | Параскева                   |
| Слободан Алексић        | Професор                    |
| Снежана Петровић        | Мада                        |
| Јана Милосављевић       | мала Зона                   |
| Љубиша Баровић          | Гмитраћ грнчар              |
| Милан Наков             |                             |
| Зоран Живковић          |                             |
| Марија Поповић          | Доне                        |
| Тања Ранчић             |                             |
| Батица Андрејевић       |                             |
| Славољуб Плавшић        | возач фијакера              |
| Владимир Ковачевић      |                             |
| Зоран Николић           |                             |
| Емил Сућеска            | Јован                       |

## О филму
Зона Замфирова је од 2002. године до данас најгледанији српски филм, са 1.082.052 гледалаца у српским биоскопима. Филм је снимљен у формату 16:9, а посебно за телевизију је избачена и копија филма са форматом 4:3. Филм одликује 5.1 Dolby Digital звук.
Филм је сниман од 18. јуна до 22. јула 2002. године у Нишу, Пироту и Сокобањи.

## Музика из филма
Филм обилује јужњачком староградском музиком, која је објављена на два компакт-диска: Зонина музика и Манетова музика.
1. Нане — 4:47
2. Зона Замфирова — 4:07
3. Побегуља — 2:46
4. Станика ми болна — 1:14
5. Где има вода студена, Радуле — 1:42
6. Петлови — 2:50
7. Пуче пушка — 2:06
8. Не гони коња море момиче — 4:09
9. Нане — 5:12
10. Степенице — 1:04
11. Пременување — 0:37
12. Погледи — 1:03
13. Зонина шетња — 2:14
14. Крађа младе — 1:14
15. Укор — 0:48
16. Црква — 1:01
17. Удварање — 2:47
18. Зона — 4:08
19. Интро — 1:59

Манетова музика
1. Зона Замфирова — 4:07
2. Побегуља — 2:46
3. Станика ми болна — 1:14
4. Где има вода студена Радуле — 1:42
5. Петлови — 2:50
6. Пуче пушка — 2:06
7. Не гони коња мори момиче — 4:09
8. Дуј, дуј — 1:59
9. Славуј пиле — 2:53
10. Сврљишка Руменка — 2:06
11. Фатише коло — 2:18
12. Шарено оро — 1:08
13. Моја је Лена — 2:11
14. Лесковачки Чачак — 0:49
15. Јелке тамничарке — 1:14
16. Калчино оро — 1:38
17. Кад млада даје — 3:04
18. Срђан чочек — 2:36
19. Петлови — 3:33

## Награде
- Награду за најбољи Глумачки пар године по избору читалаца ТВ Новости добили су Катарина Радивојевић за улогу Зоне и Војин Ћетковић за улогу Манета на Филмским сусретима у Нишу 2003. године.[7]

## DVD издање
DVD издање филма је изашло 1. октобра 2003. године. На њему се налазе посебни додаци, као што су: Доживљаји са снимања, трејлер, интервјуи са редитељем и глумцима, фото галерија, извештај са премијере филма у Сава центру и музички спотови.